# Cena Vautrina Luda

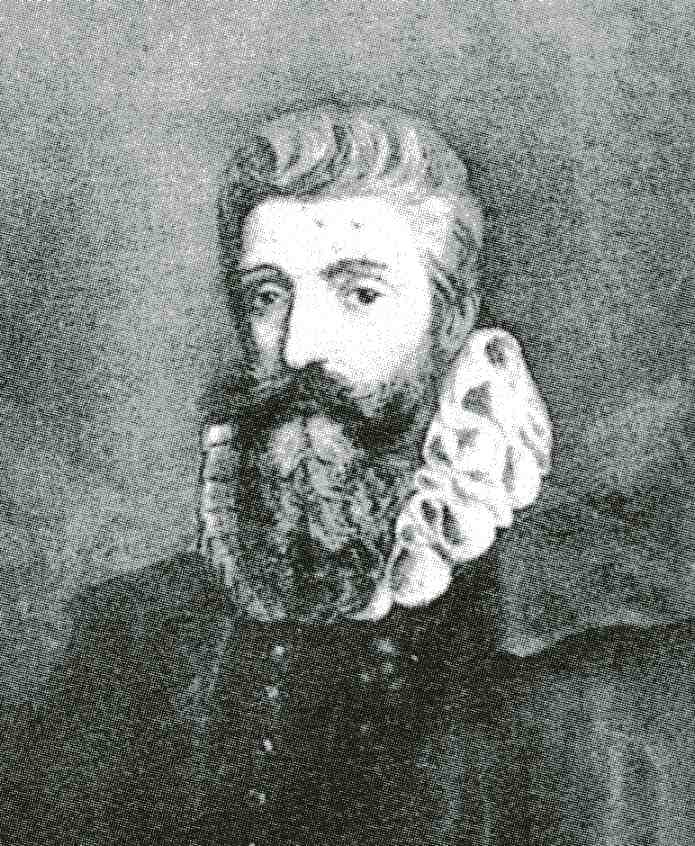
Vautrin Lud, po němž je toto geografické ocenění pojmenováno

Cena Vautrina Luda (plným názvem Mezinárodní geografická cena Vautrina Luda, francouzsky Prix international de géographie Vautrin-Lud) je nejvyšším oceněním, které je možné získat na poli geografie. Předlohou pro její vytvoření byla Nobelova cena a cena samotná je někdy neformálně označovaná jako „Nobelova cena za geografii“. Ocenění je pojmenováno po francouzském učenci ze 16. století Vautrinu Ludovi, kterému je připisováno pojmenování Nového světa názvem Amerika podle Ameriga Vespucciho.
Cena je od roku 1991 každoročně udílena na podzimním Mezinárodním geografickém festivalu v Saint-Dié-des-Vosges ve Francii (někdejší bydliště Vautrina Luda) jednomu z pěti zvažovaných kandidátů z celého světa. Roku 2020 cenu obdržel český klimatolog Rudolf Brázdil.

## Nositelé ceny
| jméno                                                           | stát                           | rok  |
| --------------------------------------------------------------- | ------------------------------ | ---- |
| Peter Haggett en (*1933)                                        | Spojené království             | 1991 |
| Torsten Hägerstrand (1916–2004) Gilbert F. White en (1911–2006) | Švédsko USA                    | 1992 |
| Peter Gould en (1932–2000)                                      | USA                            | 1993 |
| Milton Santos en (1926–2001)                                    | Brazílie                       | 1994 |
| David Harvey en (*1935)                                         | Spojené království             | 1995 |
| Roger Brunet en (*1931) Paul Claval fr (*1932)                  | Francie                        | 1996 |
| Jean-Bernard Racine en (*1940)                                  | Švýcarsko                      | 1997 |
| Doreen Massey (1944–2016)                                       | Spojené království             | 1998 |
| Ron J. Johnston en (1941–2020)                                  | Spojené království             | 1999 |
| Yves Lacoste en (*1929)                                         | Francie                        | 2000 |
| Sir Peter Hall en (1932–2014)                                   | Spojené království             | 2001 |
| Bruno Messerli en (1931–2019)                                   | Švýcarsko                      | 2002 |
| Allen J. Scott en (*1938)                                       | USA                            | 2003 |
| Philippe Pinchemel fr (1923–2008)                               | Francie                        | 2004 |
| Brian J. L. Berry en (1934–2025)                                | USA                            | 2005 |
| Heinz Wanner en (*1945)                                         | Švýcarsko                      | 2006 |
| Michael F. Goodchild en (*1944)                                 | Spojené království             | 2007 |
| Horacio Capel Sáez es (*1941)                                   | Španělsko                      | 2008 |
| Terry McGee en (*1936)                                          | Kanada (původem Nový Zéland)   | 2009 |
| Denise Pumain en (*1946)                                        | Francie                        | 2010 |
| Antoine Bailly en (1944–2021)                                   | Švýcarsko                      | 2011 |
| Yi-Fu Tuan en (1930–2022)                                       | USA (původem Čínská republika) | 2012 |
| Michael Batty en (*1945)                                        | Spojené království             | 2013 |
| Anne Buttimer en (1938–2017)                                    | Irsko                          | 2014 |
| Edward Soja en (1940–2015)                                      | USA                            | 2015 |
| Maria Dolors García Ramon en (*1943)                            | Španělsko                      | 2016 |
| Akin Mabogunje en (1931–2022)                                   | Nigérie                        | 2017 |
| Jacques Lévy en (*1952)                                         | Francie                        | 2018 |
| John Agnew en (*1949)                                           | Spojené království / USA       | 2019 |
| Rudolf Brázdil (*1951)                                          | Česko                          | 2020 |
| Brenda Yeoh en (*1963)                                          | Singapur                       | 2021 |
| Michael Storper en (*1954)                                      | USA / Francie                  | 2022 |
| Jamie Peck en (*1962)                                           | Kanada                         | 2023 |
| Ron Boschma fr (*1963)                                          | Nizozemsko                     | 2024 |